# Anikó Kántor
Anikó Kántor (ur. 26 marca 1968 w Budapeszcie), była węgierska piłkarka ręczna, wielokrotna reprezentantka kraju. Dwukrotna medalistka olimpijska (brązowy – 1996 i 2000 – srebrny).